# Hautacam
Hautacam este o stațiune de schi franceză din Munții Pirinei, aflată între 1500 și 1800 m altitudine, în apropierea comunelor Argelès-Gazost și Lourdes în departamentul Hautes-Pyrénées.
Stațiunea este o stațiune de altitudine medie ce dispune de 9 instalații de transport pe cablu și 14 piste cu o lungime totală de 26 km dedicate schi-ului alpin și 15 km de piste dedicate schiului de fond.
A servit ca loc de sosire a unei etape din Turul Franței de 4 ori în edițiile din: 1994, 1996, 2000 și 2008. Urcarea la Hautacam pornește de la Argelès-Gazost situată la o altitudine de 465 m și are o lungime de 15,8 km pentru o diferență de nivel de peste 1100m. Media pantei este de 6,8%, dar unele porțiuni au o înclinare de 10%. Urcarea este considerată ca o urcare de tip "Hors Catégorie".